# Vesele (Bilhorod-Dnistrovskyi)
Vesele  (ucraniano: Веселе) es una localidad del Raión de Bilhorod-Dnistrovskyi en el Óblast de Odesa de Ucrania. Según el censo de 2001, tiene una población de 171 habitantes.